# Scytodes venusta
Scytodes venusta is een spinnensoort uit de familie van de lijmspuiters (Scytodidae).
De wetenschappelijke naam van de soort werd gepubliceerd in 1890 door Tord Tamerlan Teodor Thorell.